# Culpiu, Mureș
Culpiu este un sat în comuna Ceuașu de Câmpie din județul Mureș, Transilvania, România.

## Imagini

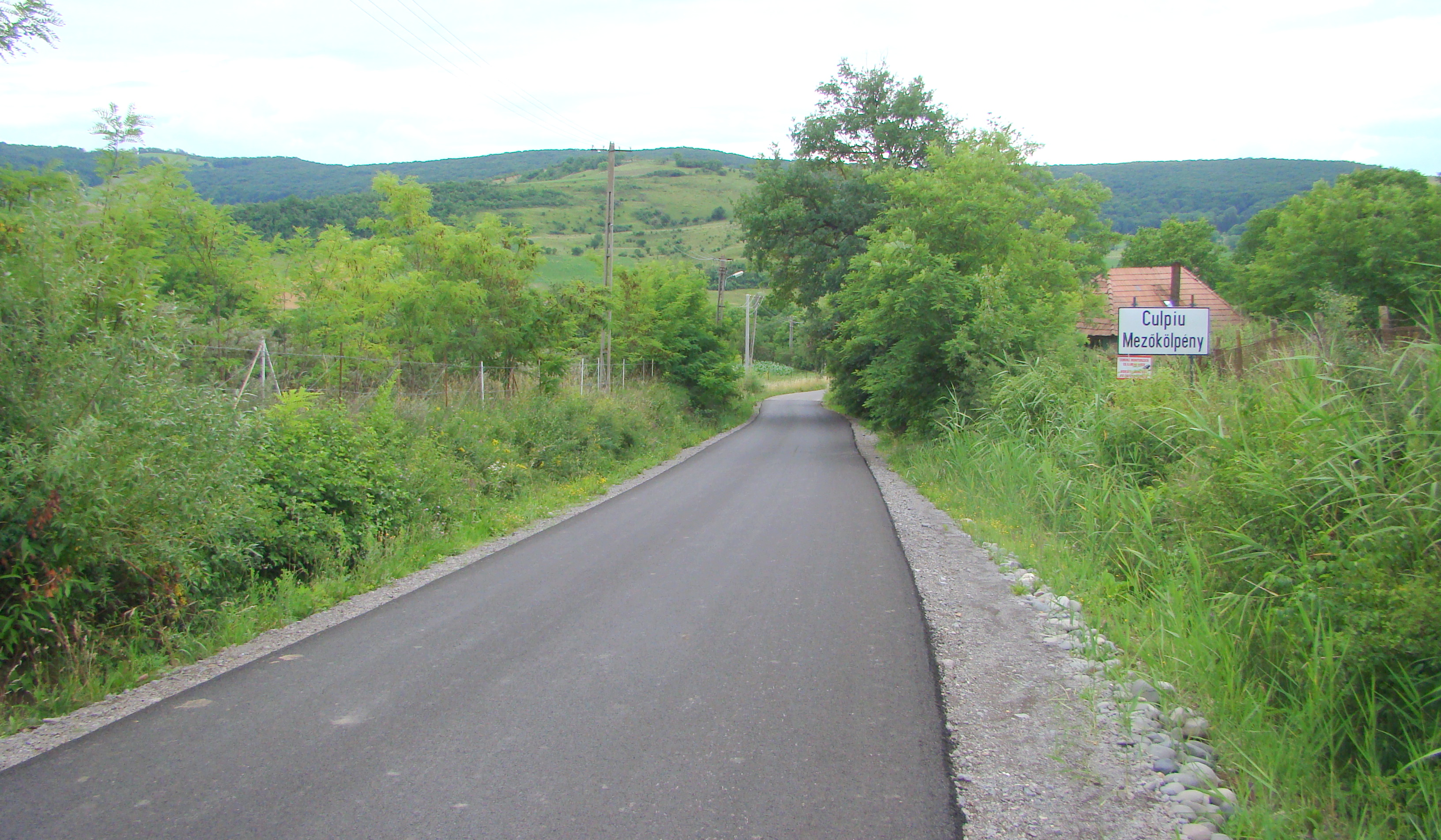
Intrarea în localitate
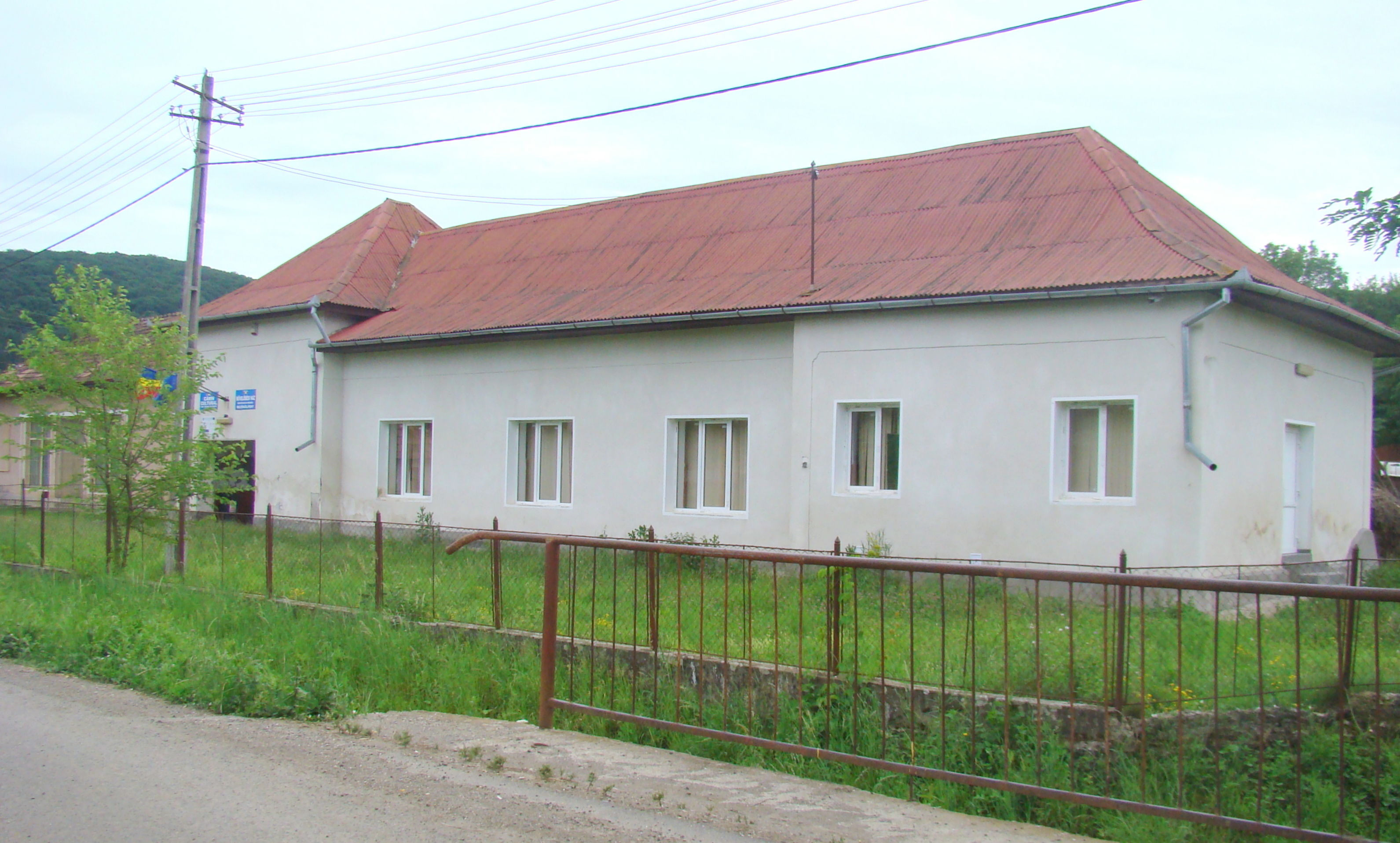
Căminul cultural
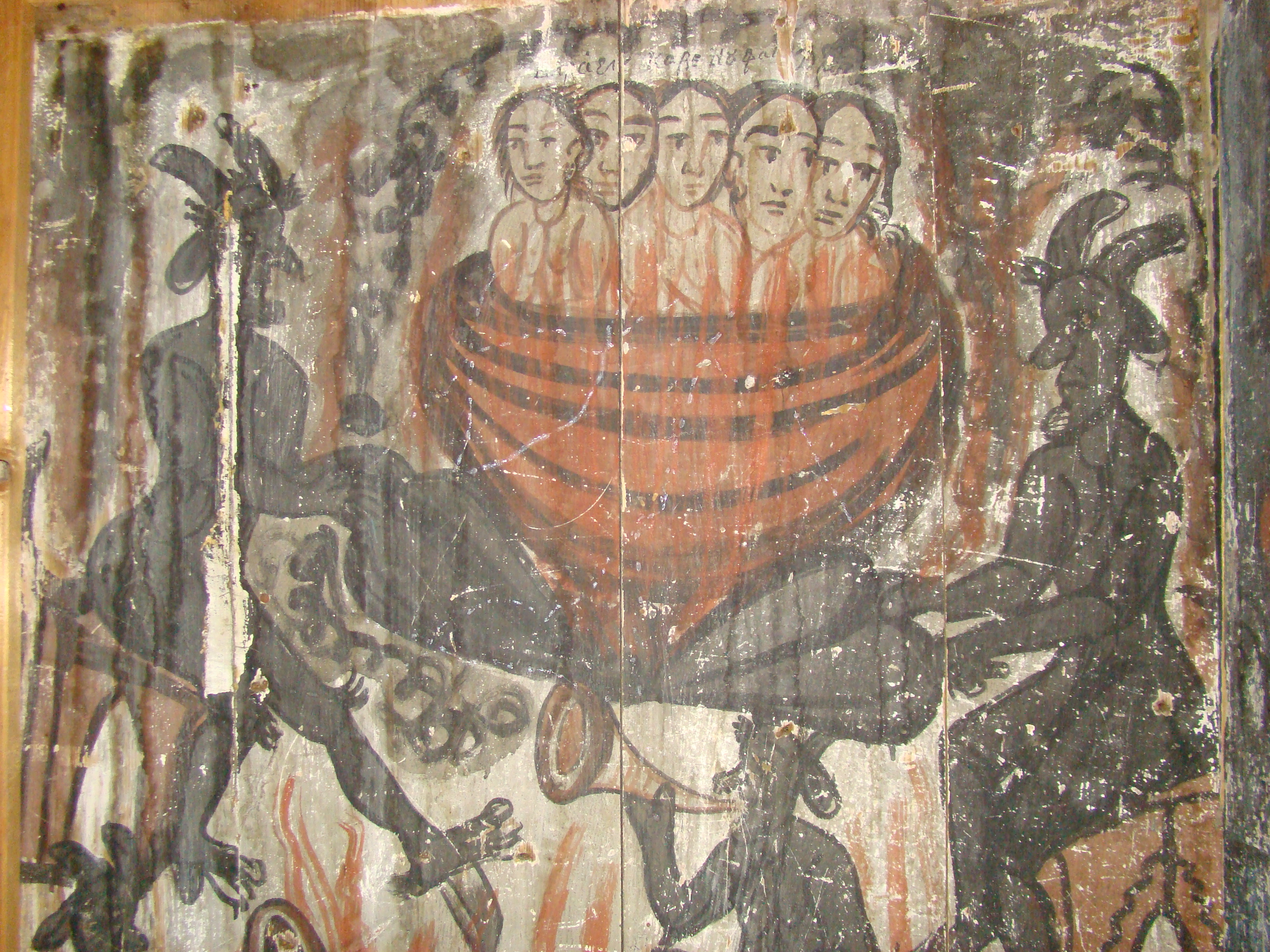
Biserica de lemn (pictura parietală, detaliu)
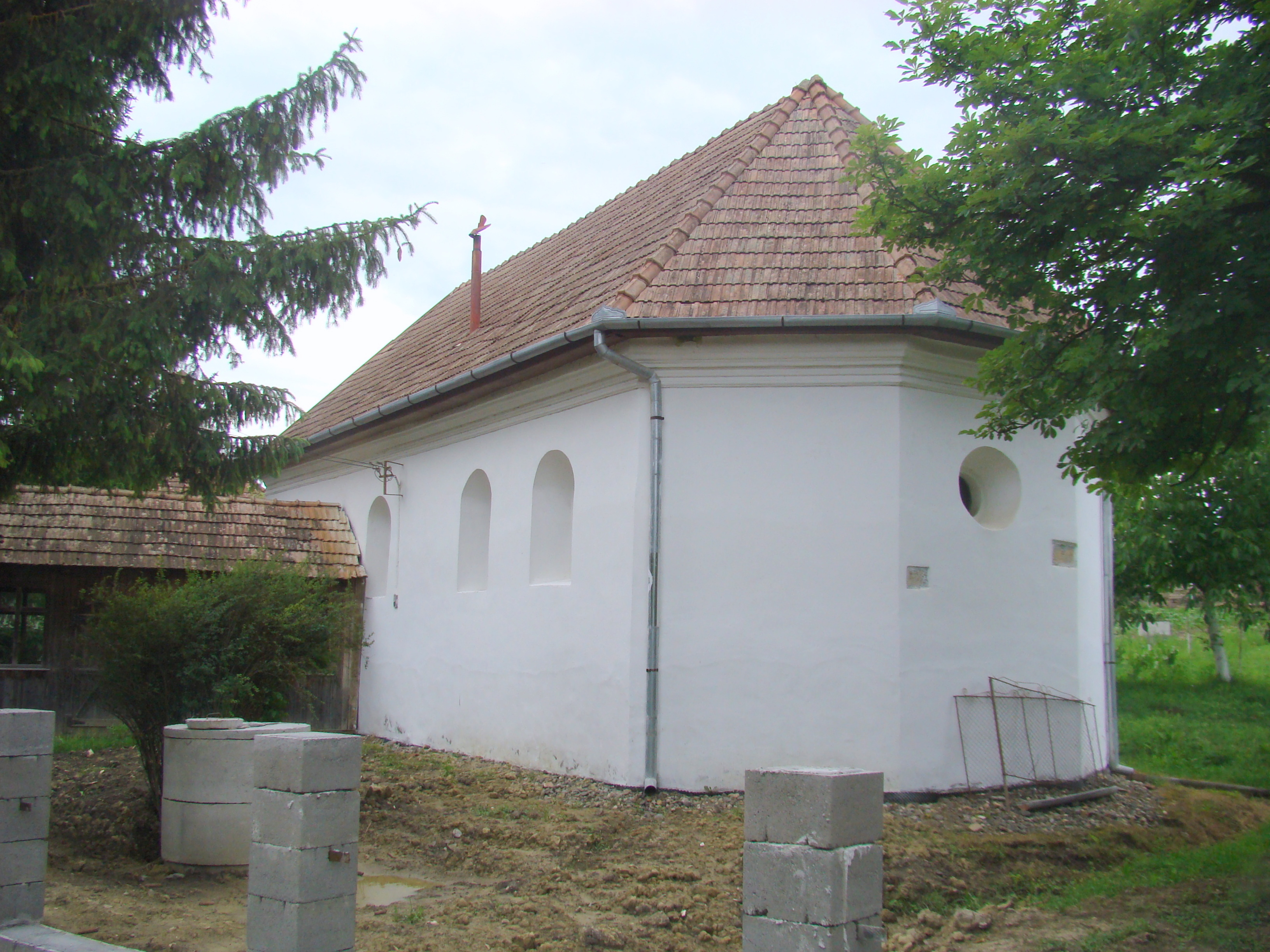
Biserica reformată
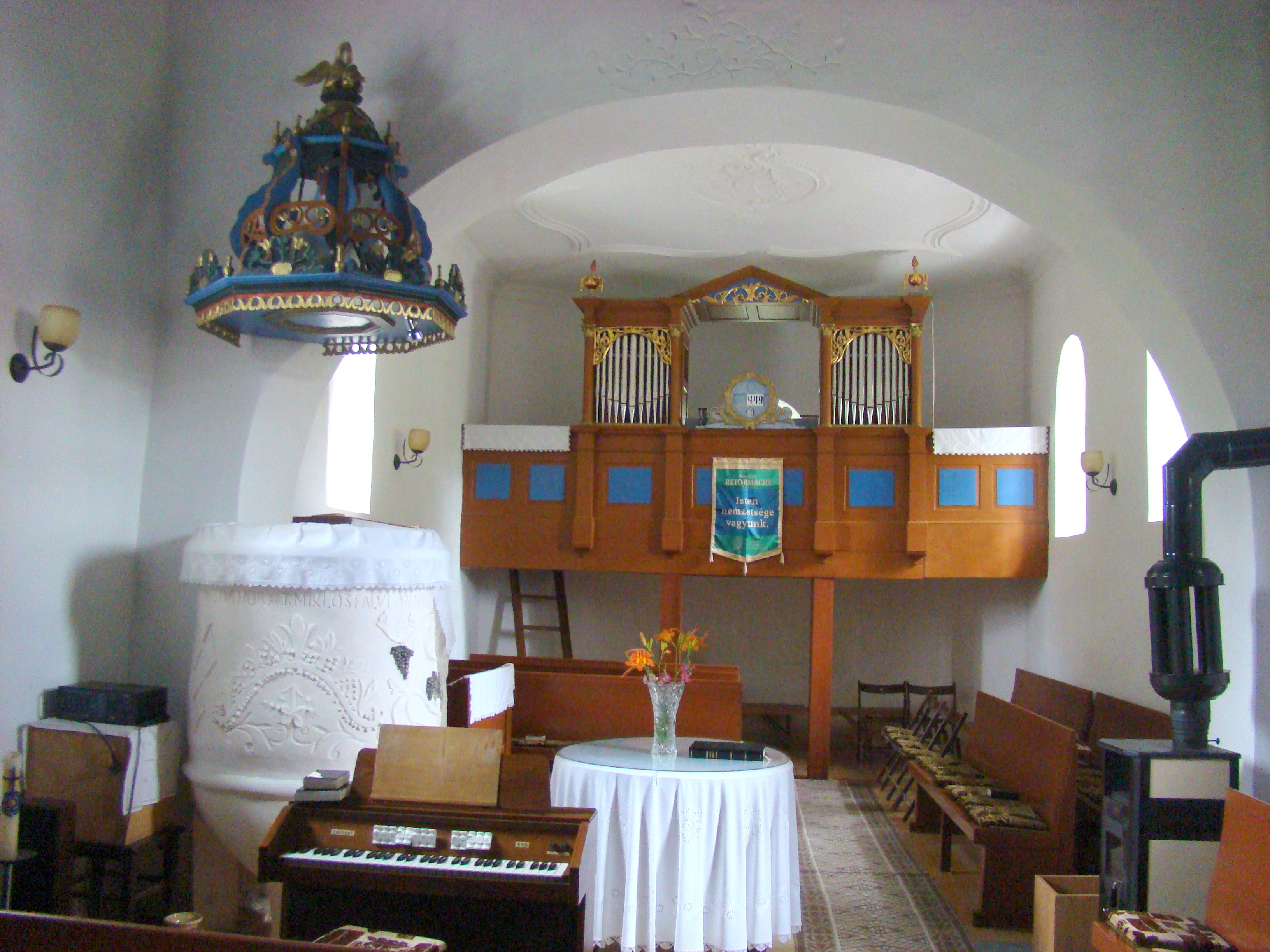
Biserica reformată (interior)
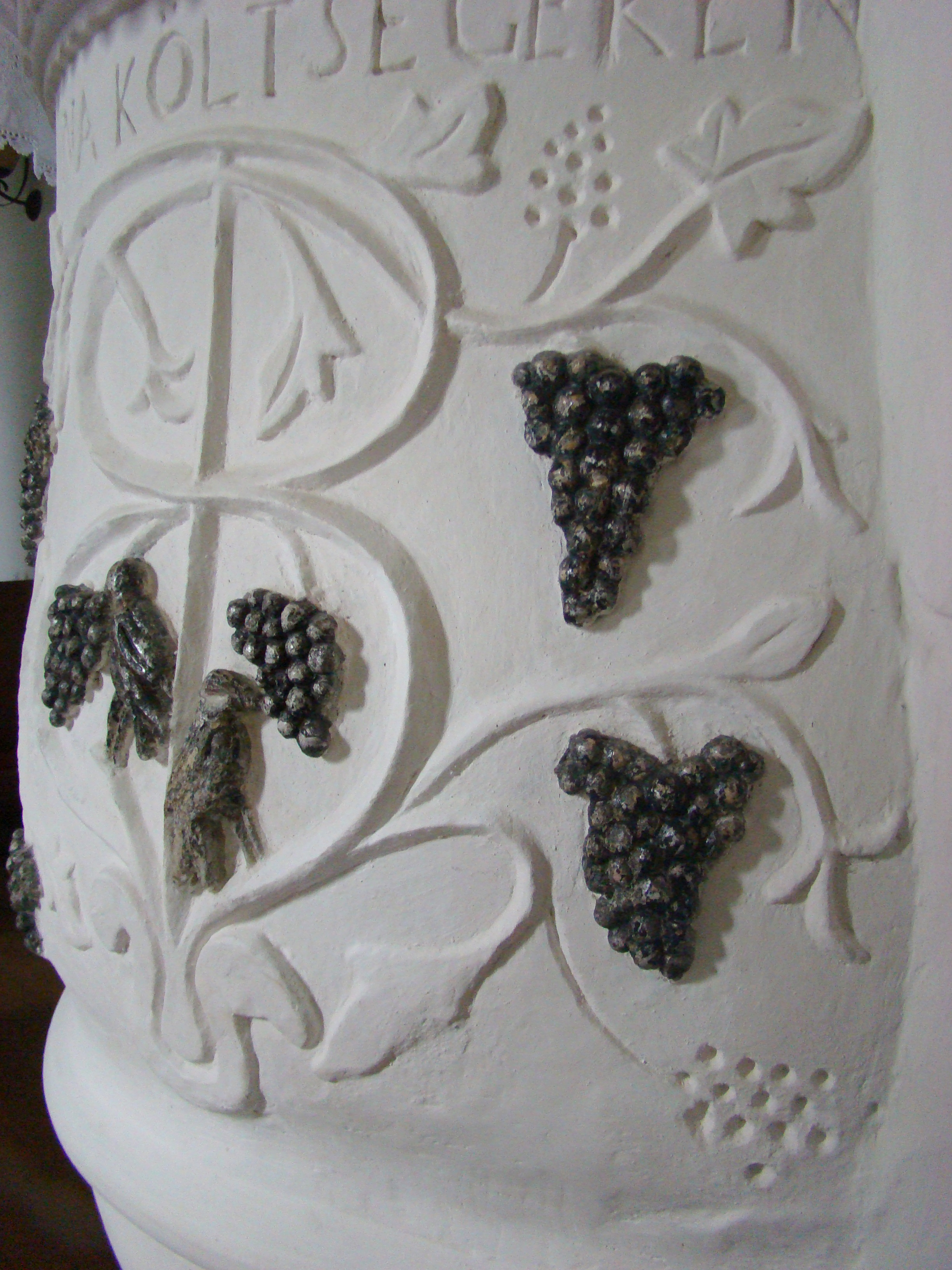
Biserica reformată (amvonul)
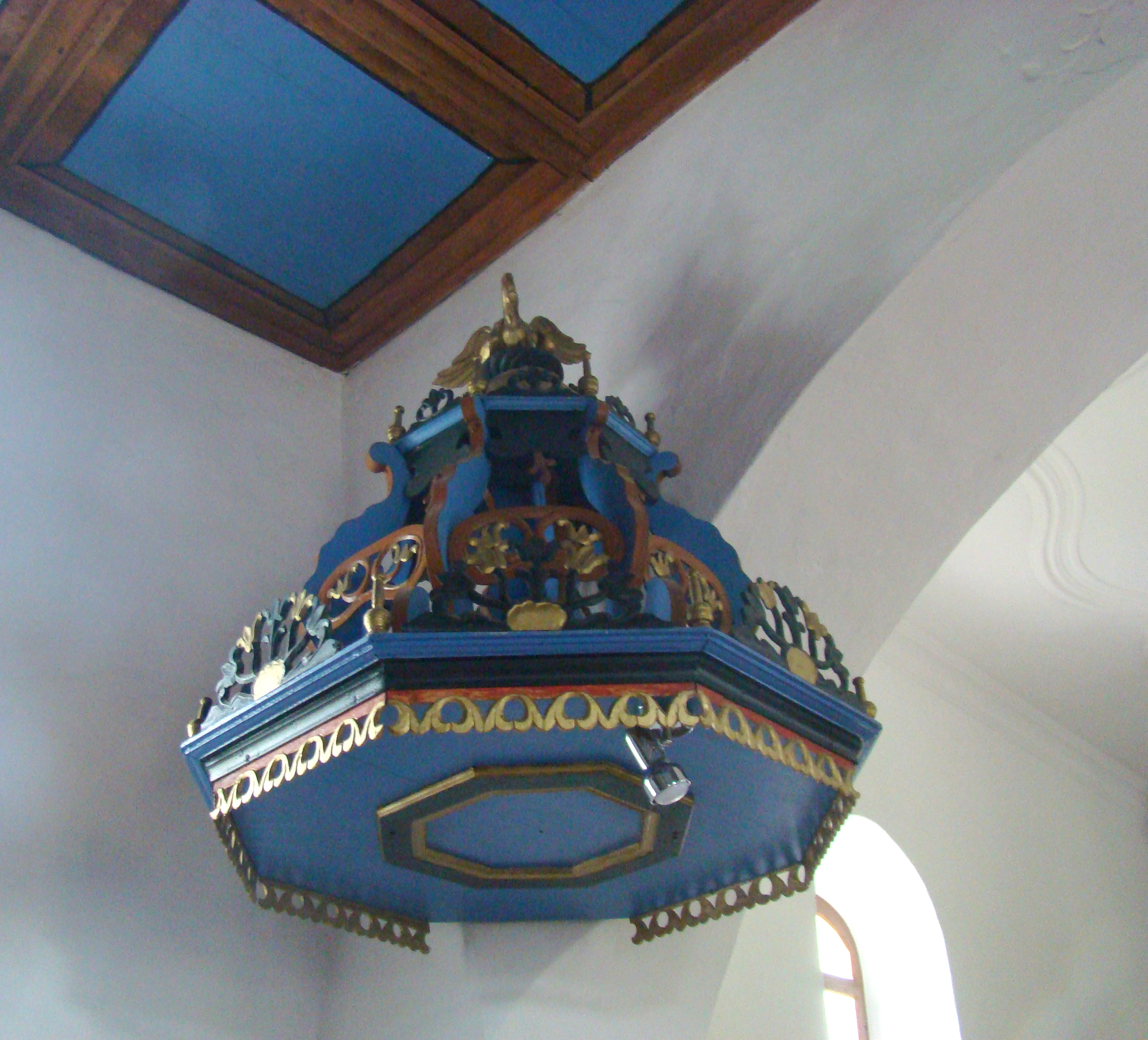
Biserica reformată (coroana amvonului)
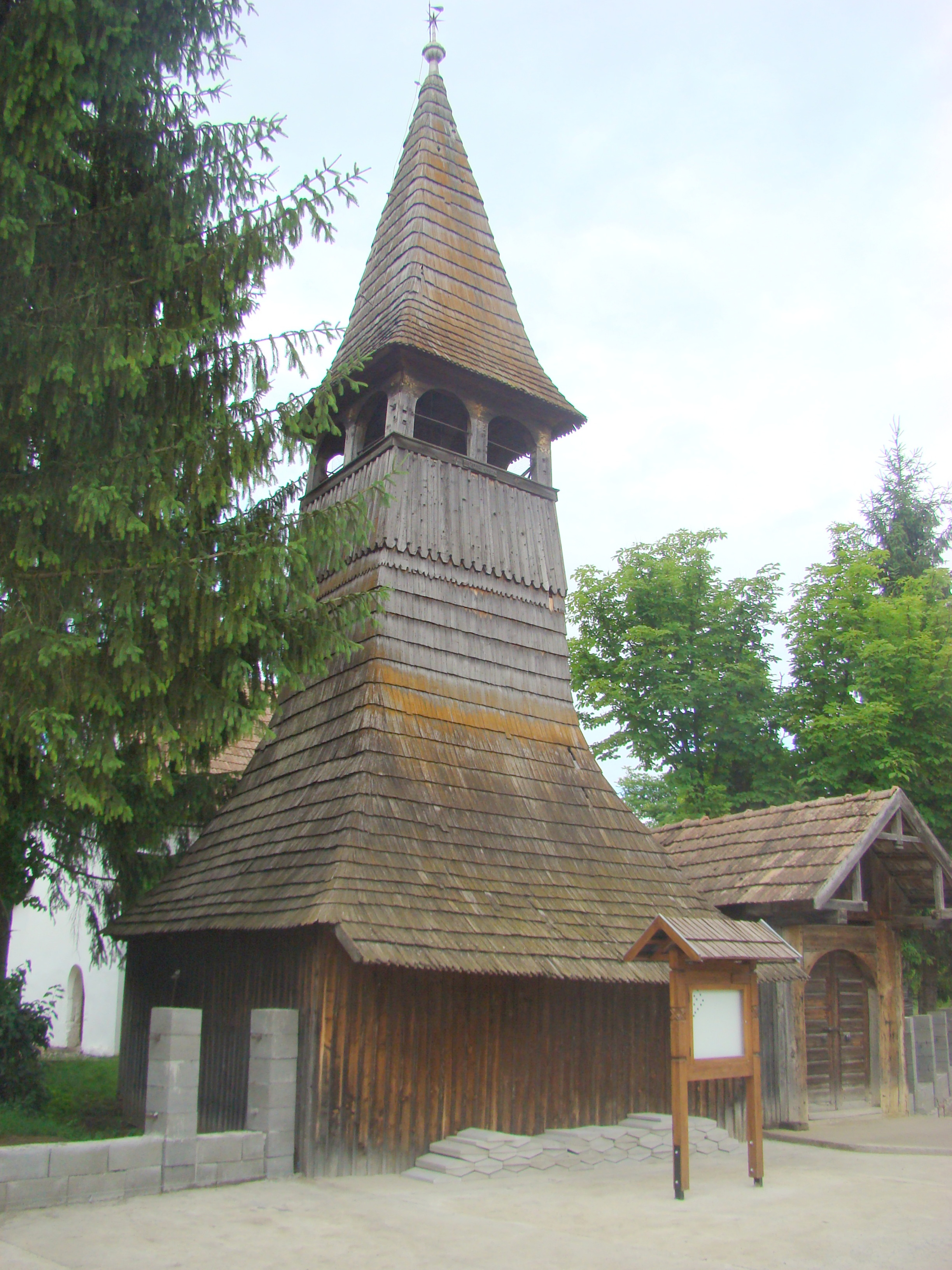
Clopotnița bisericii reformate (monument istoric)